# Parazoanthus darwini
Parazoanthus darwini Reimer & Fujii, 2010 è un esacorallo  della famiglia Parazoanthidae, endemico delle isole Galápagos.